# Charles Fleischer
Charles Fleischer (n. 27 august 1950 la Washington DC) este un comediant american.

## Filmografie
- Rango (2011)
- Funny People (2009)
- Zodiac (2007)
- The Polar Express (2004) (voce)
- Balto III: Wings of Change (2004) (voce)
- Big Kiss (2004)
- Balto II: Wolf Quest (2002) (voce)
- The 4th Tenor (2002)
- Bel Air (2000)
- Genius (1999)
- Rusty: A Dog's Tale (1998)
- Permanent Midnight (1998)
- Gridlock'd (1997)
- Bone Chillers (1996)
- Demon Knight (1995)
- My Girl 2 (1994)
- We're Back! A Dinosaur's Story (1993) (voce)
- Trail Mix-Up (1993) (voce)
- Carry On Columbus (1992)
- Straight Talk (1992)
- Dick Tracy (1990)
- Roller Coaster Rabbit (1990) (voce)
- Back to the Future Part II (1989)
- Tummy Trouble (1989) (voce)
- Gross Anatomy (1989)
- Mickey's 60th Birthday (1988) (live-action & voce) (role: Roger Rabbit/Charlie the Stage Manager)
- Who Framed Roger Rabbit (1988) (voce)
- Bad Dreams (1988)
- Deadly Friend (1986) (voce)
- The Great Mouse Detective (1986) (voce, uncredited)
- A Nightmare on Elm Street (1984)
- Night Shift (1982)
- The Hand (1981)
- Hill Street Blues (1981)
- Die Laughing (1980)
- Sugar Time! (1978)
- The Death Of Richie (1977)  (Brick, credited)

## Legături externe
- Charles Fleischer la Internet Movie Database